# La Talaia (Calafell)
La Talaia és una muntanya de 132 metres que es troba al municipi de Calafell, a la comarca del Baix Penedès.